# 半栽培
半栽培（はんさいばい、semi-domestication）とは、放置的な栽培、野生植物の移植、野生植物への手入れ、いわゆる里山植物などを表す概念のことである。品種改良によってつくられた栽培植物の計画的な栽培（農耕）と、完全な野生植物の採集の中間領域を占める活動全般を指す。

## 概要
農耕の起源について、野生植物を自生している場所から住居に持ち帰り、住居近くに植え、栽培・利用に好ましい形質のもののみを選択されていく過程があると考えられる。中尾佐助はこのドメスティケーション（植物の栽培化/動物の家畜化）の過程における野生から栽培への歴史的概念を半栽培とした
一方で半栽培を現在も行われているものとしてとらえることもできる。野生植物・作物・雑草の関係を連続的に捉えることで、人間が管理する耕地の中に存在する植物を、人間の関与の度合いと好悪によっていくつかのレベルに分類可能である。
1. 栽培化された（遺伝的に変化した）植物
2. 奨励され保護を受ける雑草的作物
3. 存在を許容される雑草
4. 存在が好まれない雑草
5. 有害視され疎まれる雑草

これはあくまで農耕民の活動における区分だが、狩猟採集社会における生業にも半栽培といえる現象は存在する。西田正規は定住狩猟採集民の集落（キャンプ）のゴミ捨て場や、収穫の際にこぼれた場所から有用植物が芽生えることを通して、人間の周辺環境が改変される半栽培の過程を通して栽培文化が誕生したと議論しているが、移動型の狩猟採集民のキャンプ跡地であっても自然と有用植物が集積し、何度もキャンプ地として利用されているということが報告されている。